# Вольфрамат цезия
Вольфрамат цезия — неорганическое соединение, соль цезия и вольфрамовой кислоты с формулой Cs2WO4,
бесцветные кристаллы, 
растворимые в воде, образует кристаллогидрат.

## Получение
- Растворением оксида вольфрама(VI) в растворе или расплаве гидроксида цезия.

{\displaystyle {\mathsf {WO_{3}+2CsOH\rightarrow Cs_{2}WO_{4}+H_{2}O}}}
- Сплавлением карбоната цезия с оксидом вольфрама (VI):

{\displaystyle {\mathsf {WO_{3}+Cs_{2}CO_{3}\rightarrow Cs_{2}WO_{4}+CO_{2}}}}

## Физические свойства
Вольфрамат цезия образует бесцветные кристаллы.
Хорошо растворяется в воде.
Образует кристаллогидрат состава Cs2WO4•2H2O.